# Lessau (Weidenberg)

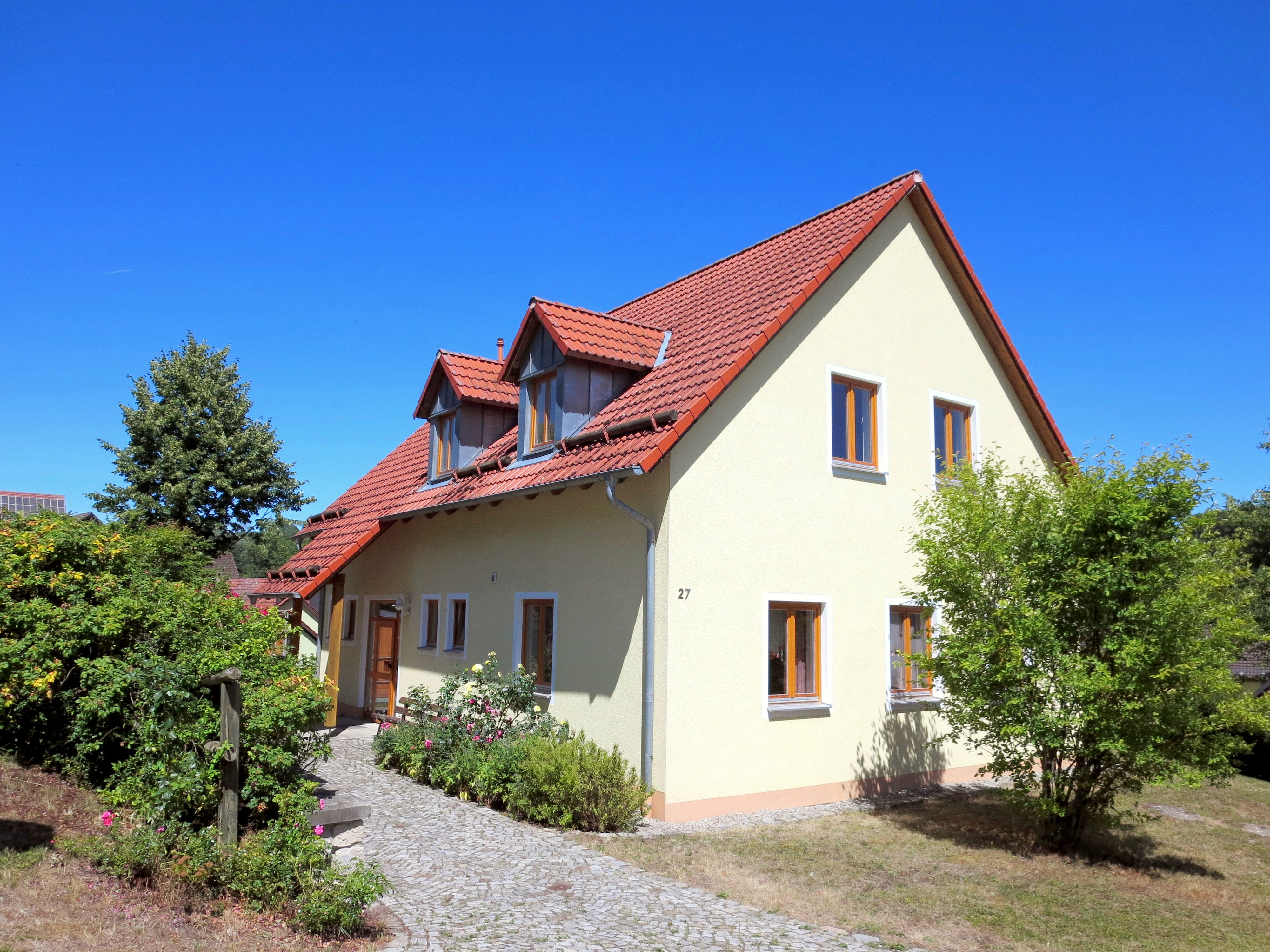
Dorfgemeinschaftshaus Lessau (2022)

Lessau  ist ein Gemeindeteil des Markts Weidenberg im Landkreis Bayreuth (Oberfranken, Bayern). Die Gemarkung Lessau hat eine Fläche von 7,587 km². Sie ist in 761 Flurstücke aufgeteilt, die eine durchschnittliche Fläche von 9969,29 m² haben. In ihr liegen neben dem namensgebenden Ort die Gemeindeteile Flurhof, Gebhardtshof, Neuwiese, Stockau und Stockau Bahnhof.

## Geographie
Das Dorf liegt am Fuße des Pensenberges (562 m ü. NHN, 2,2 km nordwestlich) und wird vom Würgersbach, einem rechten Zufluss der Ölschnitz, durchflossen. Eine Gemeindeverbindungsstraße führt am Gebhardtshof vorbei nach Stockau (2 km westlich) bzw. zur Staatsstraße 2463 (1,1 km östlich). Eine weitere Gemeindeverbindungsstraße führt nach Lankendorf zur Kreisstraße BT 6 (2,4 km nördlich).

## Geschichte
Der Ort im Jahr 1150 als „Lesen“ erstmals urkundlich erwähnt.
Gegen Ende des 18. Jahrhunderts gab es in Lessau 17 Anwesen (3 Höfe, 4 Halbhöfe, 1 Zweidrittelhof, 1 Drittelhof, 3 Sölden, 1 Mühle, 2 Tropfhäuser, 1 Gemeindeschmiede, 1 Gemeindehirtenhaus). Die Hochgerichtsbarkeit stand dem bayreuthischen Stadtvogteiamt Bayreuth zu. Die Dorf- und Gemeindeherrschaft sowie die Grundherrschaft über sämtliche Anwesen hatte das Hofkastenamt Bayreuth.
Von 1797 bis 1810 unterstand der Ort dem Justiz- und Kammeramt Bayreuth. Nachdem im Jahr 1810 das Königreich Bayern das Fürstentum Bayreuth käuflich erworben hatte, wurde Lessau bayerisch. Infolge des Gemeindeedikts wurde Lessau dem Steuerdistrikt Neunkirchen am Main zugewiesen. Zugleich entstand die Ruralgemeinde Lessau, zu der Gebhardtshof gehörte. Sie war in Verwaltung und Gerichtsbarkeit dem Landgericht Bayreuth zugeordnet und in der Finanzverwaltung dem Rentamt Bayreuth (1919 in Finanzamt Bayreuth umbenannt). Mit dem Gemeindeedikt von 1818 wurde Stockau eingemeindet. Etwas später wurden auf dem Gemeindegebiet Flurhof und Neuwiese gegründet. Ab 1862 gehörte Lessau zum Bezirksamt Bayreuth (1939 in Landkreis Bayreuth umbenannt). Die Gerichtsbarkeit blieb beim Landgericht Bayreuth (1879 in Amtsgericht Bayreuth umgewandelt). Die Gemeinde hatte 1964 eine Gebietsfläche von 7,588 km². Im Zuge der Gebietsreform in Bayern wurde die Gemeinde Lessau am 1. Januar 1972 nach Weidenberg eingemeindet.

### Baudenkmäler
- Haus Nr. 13: Wohnstallhaus[12]
- Haus Nr. 20: Wohnhaus[12]
- Haus Nr. 24: Steinmühle[12]

### Einwohnerentwicklung
Gemeinde Lessau
| Jahr      | 1822  | 1840   | 1852   | 1855   | 1861   | 1867   | 1871   | 1875   | 1880   | 1885   | 1890   | 1895   | 1900   | 1905   | 1910   | 1919   | 1925   | 1933   | 1939   | 1946   | 1950   | 1952   | 1961  | 1970   |
| Einwohner | 305   | 358    | 403    | 402    | 398    | 432    | 420    | 404    | 440    | 423    | 391    | 383    | 359    | 347    | 318    | 313    | 283    | 245    | 243    | 428    | 404    | 347    | 273   | 261    |
| Häuser    | 32    |        |        |        |        |        | 49     |        |        | 52     | 51     |        | 54     |        |        |        | 46     |        |        |        | 47     |        | 51    |        |
| Quelle    | [ 8 ] | [ 14 ] | [ 14 ] | [ 14 ] | [ 15 ] | [ 16 ] | [ 17 ] | [ 18 ] | [ 19 ] | [ 20 ] | [ 21 ] | [ 14 ] | [ 22 ] | [ 14 ] | [ 23 ] | [ 14 ] | [ 24 ] | [ 14 ] | [ 14 ] | [ 14 ] | [ 25 ] | [ 14 ] | [ 9 ] | [ 26 ] |

Ort Lessau
| Jahr      | 001819 | 001822 | 001861 | 001871 | 001885 | 001900 | 001925 | 001950 | 001961 | 001970 | 001987 | 002020 |
| Einwohner | 159    | 164    | 211    | 208    | 213    | 168    | 146    | 166    | 111    | 117    | 110    | *104   |
| Häuser    |        | 16     |        |        | 25     | 25     | 22     | 21     | 21     |        | 24     |        |
| Quelle    | [ 27 ] | [ 8 ]  | [ 15 ] | [ 17 ] | [ 20 ] | [ 22 ] | [ 24 ] | [ 25 ] | [ 9 ]  | [ 26 ] | [ 28 ] | [ 1 ]  |

## Religion
Lessau ist seit der Reformation evangelisch-lutherisch geprägt und teils nach St. Laurentius (Neunkirchen am Main), teils nach St. Michael (Weidenberg) gepfarrt.